# Rushworth
Rushworth är en ort i Australien. Den ligger i kommunen Campaspe och delstaten Victoria, omkring 140 kilometer norr om delstatshuvudstaden Melbourne. Antalet invånare är 2 066.
Runt Rushworth är det mycket glesbefolkat, med 2 invånare per kvadratkilometer.. Rushworth är det största samhället i trakten. 
I omgivningarna runt Rushworth växer huvudsakligen savannskog. Genomsnittlig årsnederbörd är 778 millimeter. Den regnigaste månaden är februari, med i genomsnitt 101 mm nederbörd, och den torraste är november, med 39 mm nederbörd.